# 力餅屋 (鎌倉市)
力餅家（ちからもちや）は、神奈川県鎌倉市極楽寺坂下（長谷）にある和菓子店。御霊神社の門前にあり、創業は江戸時代の元禄年間（1688年～1703年）。

## 力餅
店名にもなっている力餅は「権五郎力餅」といい、つきたての餅を出来たての餡でくるんだ品物。「権五郎」の名前は、源頼朝の3代前の河内源氏の当主源義家とともに後三年の役で活躍した鎌倉権五郎景政に由来する。
添加物は一切使われておらず、日持ちはしない。歯ごたえのある餅と、香り高い餡を使用する。「権五郎力餅」のほか、求肥力餅、福面まんじゅう、源氏山、夫婦まんじゅうなどが販売されている。また、春先には草餅、晩夏にはヨモギを練り込んだ力餅なども店頭に並ぶ。

## 営業案内
- 営業時間 : 9:00～18:00
- 定休日 : 水曜日・第3火曜日（祝日の場合は翌日）
- 所在地 : 神奈川県鎌倉市坂ノ下18-18
- アクセス : 江ノ島電鉄線・長谷駅から徒歩6分または極楽寺駅から徒歩10分